# Serra do Aljibe
A serra do Aljibe é uma cadeia montanhosa localizada entre as províncias de Cádis e Málaga, nos municípios de Alcalá de los Gazules, Jerez de la Frontera e Cortes de la Frontera. O seu ponto mais alto fica no pico del Aljibe [es], conhecido como "Pilita de la Reina" a 1 092 m de altitude.